# شهرستان آمروسیفسکی
شهرستان آمروسیفسکی (به لاتین: Amvrosiivka Raion) یک منطقهٔ مسکونی در اوکراین است که در استان دونتسک واقع شده‌است.

## خصوصیات
اموراسیوکا راین ۵۵٬۰۷۲ نفر جمعیت دارد.